# آرتوش ملیکبکیان
آرتوش وازگنی ملیکبکیان (ارمنی: Արտուշ Վազգենի Մելիքբեկյան؛ زادهٔ ۱۵ ژانویهٔ ۱۹۵۷) یک سیاستمدار اهل ارمنستان است که از تاریخ ۱۹۹۵ تا تاریخ ۱۹۹۹ سمت نمایندگی دوره اول مجلس ملی جمهوری ارمنستان را برعهده داشت.

## زندگی‌نامه
در 	۱۵ ژانویهٔ ۱۹۵۷ ‏در آچاجور به دنیا آمد و از دانشگاه دولتی ایروان فارغ‌التحصیل شد. 